# 南斯拉夫戰役
南斯拉夫戰役（德方稱其為「25號作戰」（德語：Unternehmen 25），在南國則被稱作「四月戰爭」是第二次世界大戰德國、義大利、匈牙利和保加利亞等軸心國於1941年4月6日入侵南斯拉夫的行動，入侵僅11天後，南國軍隊於4月17日即宣告無條件投降，軸心國佔領並支解其國土，成立「克羅埃西亞獨立國」傀儡政權。
德國入侵南國的決定並非長期計畫，而是對應即將展開的對蘇戰爭以及突發事件所致。為鞏固其側翼安全，德國「元首」阿道夫·希特勒和意大利首相墨索里尼對東歐與巴爾幹諸國軟硬兼施，第二次的维也纳仲裁裁決使它們加入軸心國軍事同盟中，匈牙利、羅馬尼亞、保加利亞皆已加入，南斯拉夫領導人——攝政王保羅親王為防止國家被軸心軍隊入侵，也於1941年3月4日親訪柏林答應加入，3月25日其外交部長亞歷山大·辛卡-馬可洛維奇簽署《三國公約》。然而卻在3月27日，南國首都貝爾格勒發生了由杜尚·西莫維奇上將領導的軍事政變，該人擁立年僅18歲的彼得二世為國王，宣佈廢除《三國公約》，並與蘇聯簽訂友好條約。儘管南斯拉夫新政府宣稱將繼續保持親德政策，但希特勒決定入侵南斯拉夫，下達元首第25號訓令，指示國防軍作好「摧毀南斯拉夫」的準備。1941年4月6日，德國對南斯拉夫在正式宣戰前即派遣空軍對貝爾格勒進行大規模轟炸，造成數千人死亡、癱瘓了南國空軍以及造成該國內部嚴重的混亂，德軍自南斯拉夫漫長的國境同時發動進攻，目標是切斷南斯拉夫軍與希臘和英軍的聯繫，並包圍貝爾格勒。翌日，南斯拉夫對德國與義大利宣戰。
由於南國國內複雜的民族問題，使得當軸心軍入侵後，許多非塞爾維亞人的平民與士兵（特別是克羅埃西亞人）不願抵抗，加上動員不全、武器落後、數量劣勢、國境線漫長難以防禦等因素，儘管有取得少數局部勝利，南軍仍在軸心軍的攻擊下急速瓦解。南部戰線上，南軍挺住德軍5天的攻勢，但在4月11日，德軍成功與自阿爾巴尼亞發動攻擊的義大利皇家陸軍取得了聯繫，2天後攻進了貝爾格勒。北部戰線方面，克羅埃西亞區大城札格雷布亦於4月10日為德軍所佔。同日，克羅埃西亞民族主義組織烏斯塔沙在德國和意大利准許下宣佈建立新國家，而原南國政府此時則失去了整個斯洛維尼亞地區的控制。義大利軍則沿著海岸線向斯洛維尼亞地區進發，後於17日佔領了科托，奪取了原南軍的海軍艦隊。同日，南軍宣佈投降。南王國政府先是撤至波士尼亞、黑山，後於16日轉至尚於盟軍及希臘控制下的雅典，翌日，南斯拉夫無條件投降，南王國政府流亡英國倫敦。
希特勒將南國分割，建立了親德義的克羅埃西亞政權——克羅埃西亞獨立國，並將其他領土劃為德國、義大利、保加利亞和匈牙利所佔領。隨後，南國境內許多團體組織了地下反抗勢力，開始了長達四年的南斯拉夫戰線。在此期間，南國抵抗勢力中規模最大者為由约瑟普·布罗兹·铁托領導的共產黨游擊隊——「南斯拉夫解放軍」與德拉查·米哈伊洛維奇領導的保皇派塞爾維亞游擊隊——「切特尼克」兩組織，軸心軍不斷對其發動圍剿作戰，並對任何協助游擊隊的南國居民處以殘忍的報復行動。1944年9月蘇聯紅軍逼近，德軍撤離南國領土，而铁托則取得了南斯拉夫全國的實質控制權，於戰後建立了「南斯拉夫社會主義聯邦共和國」。

## 背景

### 南斯拉夫複雜的中立局勢

1941年3月的歐洲局勢圖，除了希臘外，其餘巴爾幹國家皆有德國及義大利駐軍並加入了軸心國，包圍了南斯拉夫

1939年9月，第二次世界大戰爆發，南斯拉夫王國立即宣佈中立，政府考量當前的局勢，有必要維持和西方盟國以及柏林兩方面之間的平衡。儘管南斯拉夫的公眾輿論對西方盟國較為親近，但政府被迫選擇與軸心國較為接近的政策。對德國而言，南斯拉夫對提供其軍事工業的原物料之貿易交通線至關重要，特別是從羅馬尼亞進口、經多瑙河轉運而來的原油，而南斯拉夫本身也為了保持中立，必須一再輸出糧食和原物料給德國，這逐漸使其成為後者的經濟附庸，引致英法兩國的不滿。在1939年下半年內，法國認為難以突破德法邊境的德軍「齊格飛防線」，故積極在巴爾幹半島進行外交活動，以求從當地獲得進攻德國本土的跳板，然而法國的計畫難以獲得希臘和南斯拉夫的支持，英國也不認同，蘇聯更是敵視西方盟國涉足巴爾幹半島。1940年6月10日，德國的軸心盟友義大利選擇加入二戰軸心國一方，對英法宣戰，南斯拉夫的定位就更為微妙，義大利自認巴爾幹半島為其勢力範圍，而南斯拉夫便是首要目標，「領袖」貝尼托·墨索里尼曾打算在1940年上半對南斯拉夫發動侵略戰爭，但希特勒此時已計畫入侵蘇聯，不願另外開闢一個南方戰場，因此墨索里尼最終決定在違反軍方意願下，選擇在1940年10月28日自阿爾巴尼亞侵略希臘。出乎其他國家預料的是，希軍不僅遏止了義軍的攻勢，還在11月下半將其逐回阿爾巴尼亞境內。
希特勒當時將注意力全放在即將於1941年5月展開的對蘇戰爭計畫——「巴巴羅薩作戰」上，然而獲悉英軍正派遣皇家空軍援助希臘，使羅馬尼亞的產油區將暴露於英軍轟炸機的攻擊範圍下，成了希特勒進攻蘇聯時的側翼威脅，故其決定將武力干涉希臘的戰事，而在地理上，德軍入侵希臘又必須借道南斯拉夫與保加利亞，這使得南國的中立地位更難以維持。11月28日，希特勒會面南斯拉夫外交部長，明確表示德國將攻打希臘，希望南斯拉夫加入三國同盟，也承諾割讓薩洛尼卡作為報酬，但並未成功說服後者。在軍方的壓力下，德國外交部持續透過外交手段滿足軍事的需要，繼續對遊說南國政府，且因保加利亞和希臘之間沒有鐵路，為進攻希臘（「馬利塔作戰」）和作戰結束後回調部隊、為「巴巴羅薩作戰」需要重新佈署，德軍必須使用貝爾格勒—薩洛尼卡一線的鐵路，故2月14日，希特勒與南國總理德拉希沙·克維洛維奇和外交部長亞歷山大·辛卡-馬可洛維奇重新商討，但同樣沒有結果。
為進攻希臘，希特勒透過達成一連串的合作協議在短時間內拉攏到匈牙利、羅馬尼亞和保加利亞簽署《三國公約》，加入軸心國。在希勒特計畫的衛星國中僅剩南斯拉夫尚未加入，於是德國繼續以外交手段引誘該國，包括不惜在保加利亞駐軍以顯示其軍事威脅。受制於絕望的外交情勢（巴爾幹半島上並無堅強的盟國）以及內部的紛擾（緊張的民族主義紛爭、政府不穩定、過長而難以防御的國境線）等因素，逼使南斯拉夫攝政王保羅親王傾向接受德國的條件。另一方面，南國政府已自情報組織獲得了德軍即將對蘇作戰的消息，故希望這將可支開希特勒的注意力，同時也前往爭取英美兩國的援助，但僅得到口頭上的支持。3月4日，希特勒與保羅親王會面，為使南斯拉夫加入軸心國，希特勒再加碼條件，表示不要求該國允許德軍過境其領土，但談判進展甚微。
南斯拉夫曾於2月27日為抵銷德國方面部份的壓力而與匈牙利簽署友好協議，後者政府也同樣想壓制在首都——布達佩斯日益活躍的親德勢力。然而，自1940年夏季起，匈牙利軍最高統帥部就一直想支持著任何對南斯拉夫進行軍事行動的計畫，儘管其泰莱基·帕尔首相反對（該人於1940年10月進一步強化了與南斯拉夫的關係），但匈牙利攝政王霍爾蒂·米克洛什決定與德國合作，這後來導致泰萊基於4月3日自殺以示抗議，繼任其總理職務者為匈國外長拉索羅·巴德希，繼續為對南國發動戰爭作準備。1941年3月29日，德國國防軍中將弗里德里希·保盧斯抵達布達佩斯，自希特勒向米克洛什許諾匈牙利將可獲得領土報償後，後者便允許匈軍與德軍密切合作、協調作戰。泰萊基自殺後，米克洛什向希特勒請求減少對匈國要求的出兵數量，並在南斯拉夫解體後再加入戰爭，獲得希特勒的同意。
3月5日起，設於貝爾格勒的英國大使館開始建議本國僑民離開南斯拉夫。3月17日，希特勒告訴前來貝希特斯加登協商的保羅親王，這是南斯拉夫最後一次加入軸心國的機會，但也表示會放棄使用南斯拉夫鐵路於軍事行動的意圖。鑑於南斯拉夫還在猶豫，德國外交部發出了最後通牒，要南國於3月25日表明其立場。3月20日上午，南國總理克維洛維奇召開內閣會議決定該國是否加入三國公約，會上有5票贊成、3票反對，反對的大臣甚至當場辭職，而國防大臣缺席，實際上這是王國政府危機的一個跡象。3月24日，保羅親王決定簽署三國公約，派遣克維洛維奇與外長辛卡-馬可洛維奇隨著德國大使前往維也納簽字。

### 政變與希特勒決定消滅南斯拉夫

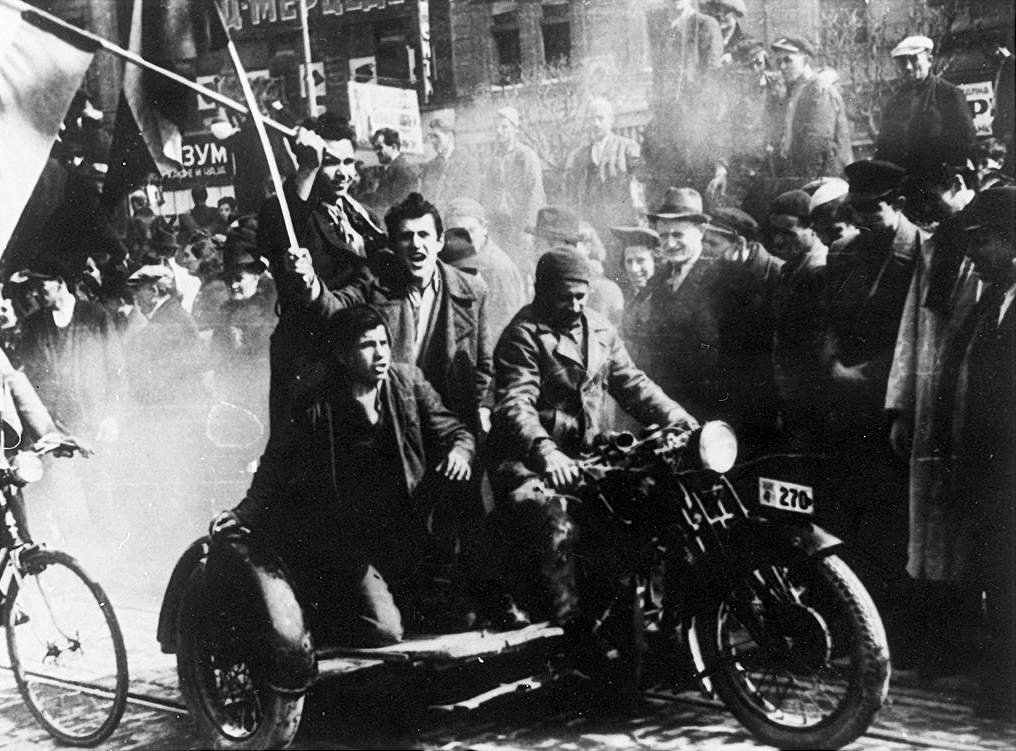
「3月27日政變」後，大批民眾在貝爾格勒的街道歡呼慶祝，這場政變是希特勒決定「摧毀」南斯拉夫的導火線

3月25日晚上8點半，南斯拉夫王國正式簽署《三國公約》，會上除了德、義、日三國代表外還有軸心國的衛星國代表，同時德國還作出了更多讓步，表示會尊重南國主權與領土完整、戰爭期間也不會尋求軍事援助和過境權。南國人民在26日一早聽見政府簽署《三國公約》消息後群起激憤，全國各地爆發了抗議浪潮，貝爾格勒、盧布爾雅那、斯科普里、塞拉耶佛、斯普利特等城市的學校、工廠發生親同盟國、反德義的示威遊行，反對政府的「賣國」行為，喊出「寧可打仗，不要公約」、「寧要死亡，不當奴隸」等口號、燒毀當天的報紙與希特勒的照片、結隊前往希臘駐貝爾格勒領事館，欲前往希臘充任志願軍與法西斯作戰，同時英美兩國向王國政府警告，若不及時脫離軸心國，將凍結其國內南斯拉夫王國的資產，並以從希臘北部出兵相威脅。
隔天，貝爾格勒發生了政變，由杜尚·西莫維奇為首的集團推翻了現有政府，成立新內閣，並擁立年輕的彼得二世為南斯拉夫國王，總理克維洛維奇、外長辛卡-馬可洛維奇被捕，保羅親王欲逃往斯洛文尼亞，但中途被捕，押至貝爾格勒，後全家與隨從被放逐到希臘。新政府上任後，其主張的政策搖擺不定且自相矛盾，如轉告德、義使節，南斯拉夫將繼續忠於軸心國、延續前政府之政策，而當英、美使節向其試探時，西莫維奇卻說他的政府「既不拒絕公約，也不會批准公約。既然公約是上屆政府簽訂的，那新政府沒有義務接受還沒有批准的公約的約束。」3月31日，西莫維奇在一次演講中號召人民遵守秩序、保持冷靜，但又在4月3日時開始秘密動員軍隊，以及宣佈貝爾格勒、札格拉布、盧布爾雅那三大城市設防、實施燈火管制，但也不宣佈總動員和採取可能發生的軍事入侵之相關措施。
對於這突如其來、將德國所有影響力與外交成果一掃而空的政變，儘管南斯拉夫表明其「忠誠」，但因為最親德的南國領袖已被踢出政治權力圈外，希特勒怒不可遏。政變當晚，希特勒即決定在入侵蘇聯前先消滅南斯拉夫與希臘，而德軍最高統帥部警告希特勒，入侵南斯拉夫將使「巴巴羅薩作戰」延遲至少四個星期的時間，但也也得以從南國領土出發、繞過保加利亞與希臘國境間堅實的防線來攻打希臘。27日當天，希特勒即以瓜分南斯拉夫領土為利益籌碼，開始爭取軸心盟國的匈牙利與保加利亞參與對南國的軍事行動。
德國和軸心盟國在軍事方面的合作協商早在去年10月便已完成，為本次行動提供了不少的便利，但保加利亞沙皇鮑里斯三世不認可德國的領土分配，匈牙利方面則只願意執行有限的軍事干涉（僅派出10個旅級單位），並在14日才會加入戰爭。因此希特勒下令改由喬爾格-漢斯·萊因哈特指揮的第41摩托化軍承擔原本匈牙利軍的位置，進駐入侵行動的出發地——蒂米什瓦拉。羅馬尼亞的主要任務則為防範蘇聯干預。軍隊主力正於阿爾巴尼亞同希臘人作戰的義大利同樣為貝爾格勒政變措手不及，時至1941年春季，其可用於進攻南斯拉夫的師級部隊也從37個（1940年秋）降為僅剩5個，因此墨索里尼試圖以其準備不足為由，說服希特勒放棄進攻南斯拉夫，但未能成事，希特勒隨後發出一份備忘錄，要求義大利軍保護從奧地利發起攻擊的德軍之側翼、沿著亞得里亞海進攻斯普利特、消滅南斯拉夫海軍、保衛意大利控制下的阿爾巴尼亞，以及隨後進攻馬其頓等任務。墨索里尼接受該案，並命令軍隊準備付諸實施。
3月31日，德國外交部向南斯拉夫提出三項通牒式要求：一、賠償政變後德國的財產損失；二、公開批准三國公約；三、陸軍實施復員。同時，南國境內的德國僑民開始撤退。4月2日，德國命令駐南大使館減員至5人，只留下代辦人員與普通員工，也警告其軸心盟國使館儘快撤出，這是即將爆發戰爭的訊號。4月5日下午，德國中止與南斯拉夫王國政府的外交關係，表示：「德國與南斯拉夫之間的關係不能繼續維持下去，任何外交接觸已中斷，局勢已惡化，甚至可以說是嚴峻和不可避免的。8天來，南斯拉夫王國政府沒有向德國政府做出任何回答，貝爾格勒政府的回答是總動員。」當晚，新政府前往莫斯科的代表團簽署南斯拉夫與蘇聯之間為期五年的友好與互不侵犯協議，但隔天一早，貝爾格勒即被德國空軍所轟炸，德軍隨即對南斯拉夫展開全面進攻。

## 雙方的佈署與軍隊

### 軸心國軍

軸心軍佈署示意圖

德國陸軍總司令部於3月27至28日當夜趕工，將元首第25號指令改編為作戰計畫，並於28日中午12點30分由陸軍參謀長弗朗茲·哈爾德大將向希特勒彙報。巴爾幹戰場由陸軍總司令瓦爾特·馮·布勞齊區元帥所指揮，預計將以不宣而戰的形式對南國展開突襲。入侵部隊包括有：馬克西米連·馮·魏克斯大將的第2軍團、埃瓦爾德·馮·克萊斯特大將的第1裝甲兵團和威廉·利斯特元帥指揮的第12軍團，空軍部隊則由亞歷山大·勒爾航空兵上將指揮。
3月28日，德軍開始佈署入侵部隊，共分作東南方與北方兩大入侵路線，前者由原預定用來進攻希臘而駐紮於保加利亞的第12軍團下屬部份單位擔當，後者則由駐紮於奧地利格拉茨的第2軍團進行。第12軍團因為保加利亞當地交通設施不佳、天氣惡劣，故依作戰需求進行了重組。第2軍團則是因為當時沒有閒置單位，不得不動用到原配置於對蘇戰爭的部隊，而當時德軍領導層也認為現階段尚不致影響對蘇作戰的日程，南斯拉夫戰役結束後也會立即將其調回東線。南方的部隊中，第40摩托化軍已預定投入希臘之戰，佈署於保加利亞和南斯拉夫馬其頓邊境一帶的杜普尼察，其主要兵力為第9裝甲師和第73步兵師，將會攻進馬其頓後轉而南下，繞過並包圍希臘的國境防禦工事。3月29日，德軍最高統帥部做出希臘和南斯拉夫戰役同時進行的決議，也同時決定在4月5日同時展開對南斯拉夫首都貝爾格勒的轟炸行動、以及通過其領土來繞過希臘的「梅塔克薩斯防線」。隔日，決定再將空襲日子往後延遲一天。總計下來，德軍共投入了40個師和約1400架飛機來對付希臘和南斯拉夫。
對於位在塞爾維亞的南斯拉夫首都貝爾格勒，德軍計畫從三個方向進攻：第1裝甲兵團自保加利亞駐地索非亞出發進攻尼什，同時確保多瑙河的控制權；魏克斯的第2軍團從奧地利和匈牙利沿著薩瓦河與德拉瓦河出發，將奪取札格瑞布、佔領部份的克羅埃西亞、沿路摧毀克羅埃西亞境內的南斯拉夫軍隊；第41摩托化軍則從匈牙利的蒂米什瓦拉進攻；第12軍團將會進攻馬其頓，切斷希臘和南斯拉夫之間的聯繫，其右翼部隊與阿爾巴尼亞的義大利軍一同北進朝貝爾格勒挺進。
德國的軸心盟友——匈牙利軍預計將從北方進攻南國首都，但其部隊不會與德軍同時展開行動——德軍第1裝甲兵團在4月8日才展開襲擊，第41摩托化軍則到10日才從東南方進攻，第2軍團才要到12日於北方集結完畢後再加入行動。德軍原計畫動用該國的兩個軍團，分別為駐於巴奇卡和巴納特的第2軍團（13個旅）以及駐於巴兰尼亚的第3軍團（3個旅），預計將南下進攻諾威薩和奧西耶克，一直挺進到薩瓦河與多瑙河。4月5日，德國與匈牙利達成最終協議，匈牙利軍將會於4月14日完成戰備，投入部隊為1個摩托化軍和3個步兵軍，另外還有其他規模更小的獨立單位，全部將沿著蒂薩河和多瑙河的邊境佈署。巴爾幹半島的另一個德國主要盟友——義大利，則在德軍發動入侵前不久才匆忙重新制定計畫，將原本第里雅斯特出發、沿著亞得里亞海沿岸進攻的北部攻勢轉為保住扎達爾的基地，並防衛沿岸。義大利駐於伊斯特里亞的第2軍團，只會在德軍獲得重大勝利後才發起沿著海岸進攻的行動，時間預計在4月15日，駐於阿爾巴尼亞的第9軍團則對南國採取守勢，同時還要保護其他義軍正對抗希臘的大後方。總計下來，義大利軍共投入了24個師和666架飛機對付南斯拉夫，並準備了一個相當有規模的防禦備案，很大程度上高估了南軍的實力。
另外兩個不直接參戰的軸心國——羅馬尼亞和保加利亞，也分別被授予不同的任務。羅馬尼亞負責防範潛在的蘇聯軍事威脅、協助德軍使用其機場攻擊南國，並為德軍第14摩托化軍的攻擊發起地。保加利亞雖然不參加入侵南斯拉夫和希臘的行動，但在三國同盟條約後也已允許高達68萬德國士兵佈署於其領土，這些部隊這時也包括了準備進攻希臘和南國的德軍第12軍團。保加利亞軍隊的任務則是確保第12軍進攻方向的後方和與保土邊界的安危，共有16個步兵師和德軍的第16裝甲師擔負此任務。從保加利亞出發的德軍部隊為第1裝甲兵團，由三個軍組成，隸屬第12軍團指揮。
總體來說，軸心國為對付南斯拉夫共調動近200萬名士兵、90個師、2000架飛機和2000輛戰車，準備時間僅10天，並調動了歐洲各地的軍事力量來滿足其入侵的需求。特別是為湊足第2軍團的部隊，德軍重新集結了佈署於歐洲各地（包括駐於羅馬尼亞、匈牙利、保加利亞）的單位，且儘管各國鐵路運輸系統有著諸多問題、極為受限，德軍仍在兩週內完成了集結，足見其戰爭機器效率之高。

### 南斯拉夫

南斯拉夫軍佈署示意圖

有鑑於新政府提交給德國的新聲明未收到回應，西莫維奇於3月29日下達動員令，4月3日還派了使節團前往莫斯科，試圖與其簽署互助協議，但蘇聯只願意締結《友好和互不侵犯條約》，兩國後於4月5日完成簽署，締約雙方彼此尊重其獨立、主權和領土完整，其中第2款還規定「如果締約一方遭到第三國的進攻，另一方將保證同它保持友好的政策」，但這對軸心國軍即將大舉入侵的危機沒有幫助。在與西方盟國——英國與希臘方面的談判則是很早就在進行，但由於南斯拉夫的態度模糊，一直到3月27日形勢明朗後才正式進行，但三國在軍事計畫立案上遠不如希特勒決定入侵南斯拉夫來得果斷。4月3日，南斯拉夫軍方領導人與希臘武裝部隊總司令亞歷山大·帕帕格斯將軍和英方代表會晤，會上後兩者提出南斯拉夫應協同佈署軍隊至塞爾維亞南方，進而保護希軍的側翼、打擊義大利佔領的阿爾巴尼亞後方，但遭南斯拉夫方面拒絕，其認為從北部撤出等同放棄本國大部分的工業區和交通要道，且出於政治上的理由也不可能放棄斯洛維尼亞和克羅埃西亞，最終三國代表並沒有擬定出協同作戰，南斯拉夫最終也只是將全軍共8個步兵軍團（約100萬人）沿著漫長的國境線佈署，這在戰略上是一大錯誤，日後德軍也確實繞過了「梅塔克薩斯防線」和義軍合流，但當地唯一的南軍第3軍團卻只有4個步兵師的實力。
由於塞爾維亞和克羅埃西亞之間的政治不信任，南斯拉夫軍並未大量動員克羅埃西亞裔的軍人，且因為了不要讓塞爾維亞和斯洛維尼亞感到「被遺棄」，又必須集中大量軍隊於這兩地的邊界，與軍事上應倚薩瓦河和德里納河這兩條天然防線防禦的正常選擇相左，漫長的邊界佈署分散了人數不足的南軍，對希臘的防守尤其不利，且南斯拉夫全國上下僅塞爾維亞認真地進行戰爭的準備。外交上的失敗也使南斯拉夫的戰略位置極其險惡，除了希臘一國外，完全被敵國聯盟所包圍，南國軍方考慮戰爭爆發後，全力死守國境，而其他盟軍部隊則與希軍會合打擊阿爾巴尼亞的義軍，如有必要，可一路撤到希臘境內繼續戰鬥。南國邊境長達1859英哩，整個防禦計畫仰賴於邊境的軍隊（佔了約88％總兵力），雖然有加以強化，但也使中央組織的戰略預備隊實力不足。
戰爭爆發前，南軍佈署如下：第1集團軍與「瀕海防衛軍」將負責北部和沿海的防禦，後將往波士尼亞方向朝東南部撤退；第2集團軍負責保衛與匈牙利間的邊境，將著往南方撤退；第3集團軍應進入阿爾巴尼亞與希臘會合，還要負責馬其頓地區的防禦；第6軍團從戰略預備隊中抽調編組而成，負責保護和羅馬尼亞間的邊境，另外還留著4個師作為戰略預備隊。儘管透過駐柏林的武官得知德軍進攻計畫細節，南斯拉夫總理仍拒絕相信該資訊，認為尚有時間能做好防禦準備。整個邊界防禦計畫最大的弱點在於第3集團軍和第5軍團把守的希臘與保加利亞邊境地區，這裡的部隊尤其脆弱，但它們要負責保護的卻是極為重要的撤退路線，且受限於財政預算，邊境工事強度明顯不足，德軍卻是重兵集結於保加利亞西部。
南軍本身素質與條件也非常糟糕，儘管帳面上動員完畢將有120萬名士兵，德軍於4月6日發動攻擊時，南軍只動員了70多萬人，廣布於整個國土而未能集中、缺少現代化武器，陸軍除了少數捷克製車輛外，其他都是一次大戰末期的裝備，7,000門火砲裡只有4,000門是是現代化武器，全是進口的，型號多種、彈藥和維修料件都很缺乏。南軍只擁有110輛戰車，其中60輛是不堪用的5噸級輕型戰車，50輛是1940年從比利時購入的10噸級戰車。戰車人員少，缺乏訓練，其反戰車能力幾乎可以忽略不計。從結構上來看，南斯拉夫陸軍的編組也過於笨重，一個師約有26,000到27,000人，且機動性極差，非常仰賴獸力，雖然1940年6月南軍高層曾意識到這個問題，試圖做些改善，但在戰爭爆發當下也只完成了4個砲兵團的摩托化。空軍（從屬於陸軍）方面，南國空軍的550架飛機中有300架屬於現代化機種，但同樣缺乏備用料件，且軍機分散於全國各地，其中又有相當大的部份購自即將與其作戰的德國（73架Bf 109戰鬥機和70架Do 17轟炸機），南國的機場也未達可供作戰使用的標準、飛行員的訓練品質也相當差勁。南斯拉夫海軍則是一支相對現代化的小型海軍，擁有4艘驅逐艦、4艘潛艇、2艘內河重炮艦、6艘魚雷艇和10艘摩托魚雷艇，但這支海軍小到無法對戰事產生任何決定性的影響。

## 戰鬥進程
德軍入侵南斯拉夫時並未宣戰，其空軍首先於4月6日空襲貝爾格勒和破壞南國空軍機場，同日第40摩托化軍也從保加利亞往斯科普里進攻。4月8日，德軍第14摩托化軍也從保加利亞向尼什挺進。時至4月10日，南軍共要面對來自四個方向的打擊：第41摩托化軍從羅馬尼亞往貝爾格勒前進、第46摩托化軍從匈牙利跨過德拉瓦河、第51軍從奧地利（德國本土）向扎格瑞布前進、第49山地軍從奧地利往采列進攻。當天過後，全國的南斯拉夫軍除了阿爾巴尼亞邊境的部隊外已幾乎崩潰或大批投降。4月11日，義大利與匈牙利加入戰爭，義大利第2軍團自義大利東北進攻盧比安納、沿著達爾馬提亞海岸南下，一路上幾乎沒遭遇到什麼抵抗。同日，匈牙利第3軍團越過南斯拉夫邊境向諾威薩進攻，也同樣沒遭遇到什麼阻礙。4月12日，德軍佔領貝爾格勒。盧比安納則被義大利軍奪下。4月14日和15日，彼得國王和政府飛離了南斯拉夫、流亡國外，而南斯拉夫軍最高統帥部的人員在塞拉耶佛被抓獲。4月17日，南軍簽署投降協議。4月18日中午，投降協定正式生效。

### 轟炸貝爾格勒

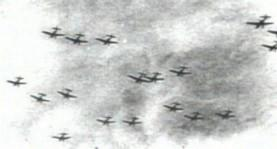
1941年4月6日，於貝爾格勒上空飛行的德軍轟炸機群，於「懲罰行動」中對該城展開猛烈的空襲，造成17,000人死亡，也一定程度上破壞了南國的軍事機制

軸心國與南斯拉夫之間的第一場戰鬥是4月5日至6日間晚上，德軍襲擊了南斯拉夫的邊境哨所，大約凌晨2點，工兵部隊也越過多瑙河奪取了鐵門，確保了渡河的路線，特種部隊也奪取了德拉瓦河和薩瓦河上的重要橋樑，期間都沒受到南軍強烈的抵抗。
4月6日早上6點45分，德軍派出234架轟炸機和120架護航的戰鬥機轟炸南斯拉夫首都貝爾格勒，之後又發起了三波攻擊。德軍第一次的空襲為以15分鐘為間隔的三波攻擊，每次持續約20分鐘，因此貝爾格勒實際上約有長達一個半小時的時間是處在被轟炸的狀態，而南斯拉夫的政府大樓則為德軍的攻擊重點。實際上南斯拉夫早在三天前便宣佈貝爾格勒為不設防城市，此般猛烈的轟炸迫使德軍只得找藉口證明其行動正當性。在貝爾格勒遭受轟炸後，克羅埃西亞裔的弗拉特科·馬切克辭職，西莫維奇則發出總動員令，同時向英美要求糧食援助，並將政府轉移到貝爾格勒南方的乌日策，陸軍司令部則遷至塞拉耶佛，這項行動使已十分混亂的南軍掌握局勢的能力更加惡化。
當時南斯拉夫皇家空軍僅能勉強拼湊20架Bf 109、18架颶風戰鬥機和6架IK-3戰鬥機攔截德軍飛機，但無力阻止其行動，德軍的第一波轟炸便摧毀南軍脆弱的防空工事，令德軍俯衝轟炸機更容易執行任務。在第一波的戰鬥中，南斯拉夫空軍也損失了50架飛機，而德軍也貝爾格勒頭兩天的戰鬥中被擊落40架飛機。德軍結束轟炸後，共約有17,000人被埋在貝爾格勒的瓦礫廢墟中，南斯拉夫最高統帥部與前線部隊的聯繫幾乎斷絕。對貝爾格勒的轟炸引發了大規模的火災，直到一星期後因下雨才熄滅。
德軍在本次行動中牢牢掌握住制空權，在頭兩天的攻擊消滅了南斯拉夫空軍60％的飛機，在破壞南軍的通信系統後，轉而打擊其他純軍事目標，如機場、兵營，以及協助地面部隊的進攻，前者已在德軍的發動第一波空襲、飛機大都遭破壞後無用武之地，不過儘管具有德國空中優勢，其空軍仍無法完全消滅南斯拉夫空軍，後者也受困於惡劣的天氣，在剩餘幾天的戰鬥中僅能零星攻擊，也無法阻止軸心國部隊的集結。戰爭首日，德國空軍已成功消滅掩護陸軍撤退的南斯拉夫空軍，還為地面部隊提供高效率的空中支援，且由於南斯拉夫軍隊試圖保衛全國領土、沿著漫長的國境邊界佈署，反令德軍在集中入侵的幾處要點上享有數量優勢。

### 馬其頓戰區

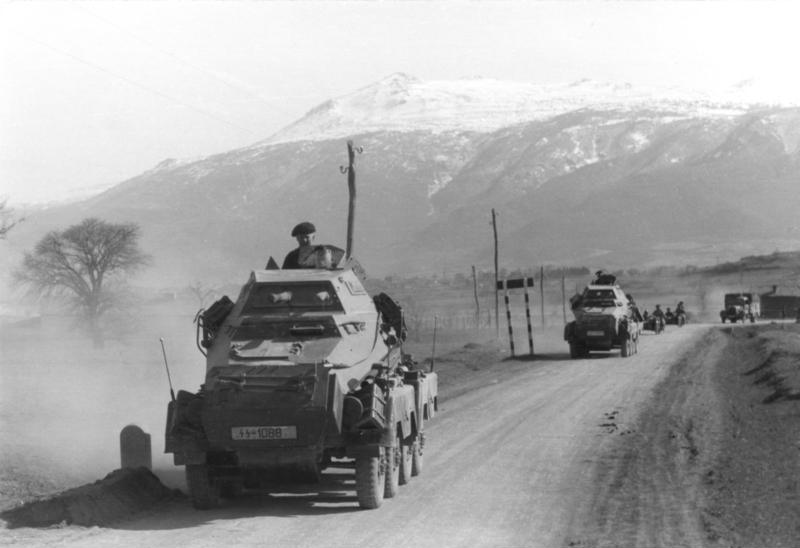
正攻入南斯拉夫馬其頓的第12軍團所屬「阿道夫·希特勒警衛旗隊」師

不計入空襲與邊界衝突，德軍第12軍團從保加利亞-馬其頓邊界的入侵是開戰首度的大規模戰鬥，該軍團下有快速部隊——第40摩托化軍，其第9裝甲師和第73步兵師往斯科普里挺進，接著轉至南方的希臘戰線，與阿爾巴尼亞的義大利軍合流，切斷了南斯拉夫軍和希臘軍的聯繫。第9裝甲師往庫馬諾沃與尼什挺進、第73步兵師則攻向什蒂普、第2裝甲師則佔領斯特魯米察，所有單位都有隸屬第4航空隊的第8航空軍的支援。南斯拉夫軍在這裡的主力部隊為第3邊防軍團，保衛庫馬諾沃的是第46步兵「摩拉維亞」師（Moravska）之一部、什蒂普則由第20步兵「布雷卡尼卡」師（Bregalnicka）、斯特魯米察為「斯特米基」（Strumički）支隊（第20步兵師之一部）負責。有別於北部，該區的南軍部隊對德軍進行了強烈的抵抗。
戰鬥開始的第一天，德軍就攻佔了斯特魯米察-察雷沃至代尔切沃-斯特拉辛一線，並威脅到當地南軍防線的側翼，也切斷了其與希臘軍的聯繫。當天晚上，德軍又佔領了庫馬諾沃與科卡涅。然而第12軍所屬的武裝親衛隊師——「阿道夫·希特勒警衛旗隊」師在6日夜間遭遇了南斯拉夫第3邊防軍團部份部隊的強烈抵抗，使其未能完成攻佔比托拉與的目標。第2裝甲師也採取與親衛隊師類似的行動，但其路線更為靠近希臘邊界，短暫交戰後，於6日當天一早很快便穿過了當地駐守的南斯拉夫邊防軍防線，抵達了斯特魯米察，然而該師發現缺乏足夠空間以迂迴該地的南斯拉夫軍、按原訂計畫南下，第2裝甲師因此整個白天以及之後大多時間都無法執行任務。然而德軍對馬其頓的進攻依舊進行著，南斯拉夫軍沒有足夠的預備隊來發起反擊行動、收復對其防禦計畫至關重要的馬其頓。
7日，在馬其頓攻勢的延誤使德軍變更其進攻路線，保持著對阿爾巴尼亞境內和凯玛克萨兰-韋爾米奧-奥林匹斯山一線的希臘軍側翼之威脅，但取消原進攻色雷斯和薩洛尼卡的行動。7日早上，第40軍終於肅清南斯拉夫第3邊防軍團的抵抗，得以往斯科普里挺進，在當天便佔領該城市，南斯拉夫軍的撤守計畫再無實行之可能。同日，「阿道夫·希特勒警衛旗隊」師成功橫渡瓦尔达尔河，佔領韋萊斯。4月8日，德軍第9裝甲師佔領普里莱普，並轉而南下進攻。第2裝甲師則擊退了其北翼意圖與希臘軍重建聯繫之南軍的進攻。
4月9日，「阿道夫·希特勒警衛旗隊」師攻佔比托拉，從而威脅到阿利阿克蒙河一線的英國-希臘聯軍側翼。當天，德軍已完成攻破南軍在馬其頓的防守，並於4月10日夜裡完成對殘存敵軍的掃蕩作業。同日，打退南軍反攻的第2裝甲師轉至瓦爾達，朝希臘本土進攻，其與第5山地師搶著擊潰斯特魯馬河谷的守軍，最終是前者的卡費爾（Kapherer）上尉所部於8日夜裡開進了當地，色雷斯的盟軍因此被切斷了對外的聯繫，為數6萬名希臘士兵投降，9日早上，德軍開進薩洛尼卡。南斯拉夫也因此失去了薩洛尼卡這個唯一還在盟軍控制之下的港口。

### 對貝爾格勒的鉗型攻勢
南斯拉夫軍將三分之一的部隊用於保衛首都，保護該城北面與東北方面的單位包括第6軍團、第2集團軍（下轄第1軍團和第2軍團）以及南軍最高統帥部作為預備隊使用的三個師，左翼為第6軍團，負責巴納特一帶的邊界區，位居右翼的第1軍團則保衛巴蘭尼亞和部份的斯拉沃尼亚地區。這些部隊接獲命令，於4月9日開始從邊界地區撤退至更後方的防區，但因10日時德軍已侵入第6軍團轄區，南軍只得重整態勢應戰，撤退行動戛然而止。第2集團軍則退至薩瓦河對岸，準備轉為防禦戰，但由於「烏斯塔沙」暴亂以及克羅埃西亞裔的部隊自行解散的關係，第2集團軍不得不恢復撤退行動。

#### 第1裝甲兵團
4月8日清晨，德軍第1裝甲兵團自索菲亞展開進攻。第14摩托化軍越過皮羅特南部的邊界區，直指西北方的尼什，由第14裝甲師做前鋒，緊跟其後的是第5裝甲師和第294步兵師，最後是第60摩托化步兵師與第4山地師。儘管當地的南斯拉夫軍隊抵抗的十分劇烈，德軍仍迅速地挺進，控制了尼什和摩拉瓦河上的橋樑。第11裝甲師得到了砲兵和航空的充分支援，在進攻的首日便粉碎了南斯拉夫第5軍團的抵抗能力。
在駐防橋區的「托普利卡師」（Toplićka）被德軍擊潰後，南斯拉夫最高統帥部決定令第5軍團往摩拉瓦河後撤重組防線。4月9日，第11裝甲師設法穿透南軍脆弱的防線，攻占了尼什，並擊敗「德里納師」（Drina），該師正艱難地撤退。德軍戰車迅速攻下摩拉瓦河谷，正往西部撤退的「德里納師」則成了第5軍團的右翼弱點，他們無法阻擋德軍向首都貝爾格勒挺進。克拉古耶瓦茨西南部、介於尼什和貝爾格勒之間的第5軍團單位試圖阻止德軍的挺進，但很快便被其裝甲師打敗，約有5000人被俘。由於南斯拉夫軍的組織能力極差，在缺乏預備隊的情況下，第5軍團僅損失了一個師就足以使整支軍團潰不成軍。第5軍團的毀滅直接迫使駐守於薩瓦河和多瑙河的第6軍團抽出兵力，堵住前者在防線留下的缺口，然而南斯拉夫軍的移動仰賴的是徒步或透過鐵路，德軍的攻擊用的卻是機動性更強的裝甲部隊。
南方地區方面，第5裝甲師因皮羅特惡劣的交通環境而止步不前，之後它收到前往尼什以南，包圍切斷萊斯科瓦茨一帶的南軍的命令。肅清南軍的反抗、佔領尼什後，哈爾德和克萊斯特認為高估了南軍的抵抗能力，決定將原用來進攻貝爾格勒的第5裝甲師劃給李斯特的第12軍團指揮下，轉戰進攻希臘的行動。時至4月10日，南軍的處境已岌岌可危，克羅埃西亞和斯洛維尼亞地區的部隊已喪失抵抗能力，而德軍正從索非亞迅速開往貝爾格勒，南軍前線的部隊則無力阻止。4月12日入夜，德軍第14摩托化軍距離貝爾格勒已不到65公里。儘管此時德軍部隊的補給線從保加利亞邊境出發，已拉長到200公里之遠，但在首都附近集結的兩支南斯拉夫軍團（第5與第6）已陷入混亂狀態，無力發動反攻或切斷德軍的補給線。因此第14摩托化軍才在幾乎未受到抵抗的情況下，從南方攻入貝爾格勒。

#### 第41摩托化軍
在第14摩托化軍從南方攻來的同時，第41摩托化軍也正自蒂米什瓦拉通過巴納特地區，兵鋒直指貝爾格勒。4月8日，第41摩托化軍展開攻擊，在迅速挺進的同時也與當地的南軍第6軍團交戰，然而後者的抵抗能力薄弱，「大德意志」摩托化步兵團便在11日攻佔了潘切沃，而親衛隊第2「國家」摩托化步兵師也挺進至貝爾格勒以北45英哩處。
德軍自三個方向逐漸合圍貝爾格勒，分別是：從東北方接近的第41摩托化軍、東南方的第14摩托化軍，而第46摩托化軍也正橫過斯洛文尼亞和斯雷姆、自西北方向逼近。最終，第14摩托化軍的第11裝甲師從東南方突破了南軍的防禦，後者的「多瑙河」師（Dunavska）被擊潰，形成南斯拉夫第6軍團東北方向的威脅。
4月12日，在德軍第41摩托化軍跟著同步展開進攻後，南軍第6軍團崩解，第41摩托化軍因此轉往東北方向繼續進攻。

#### 第46摩托化軍

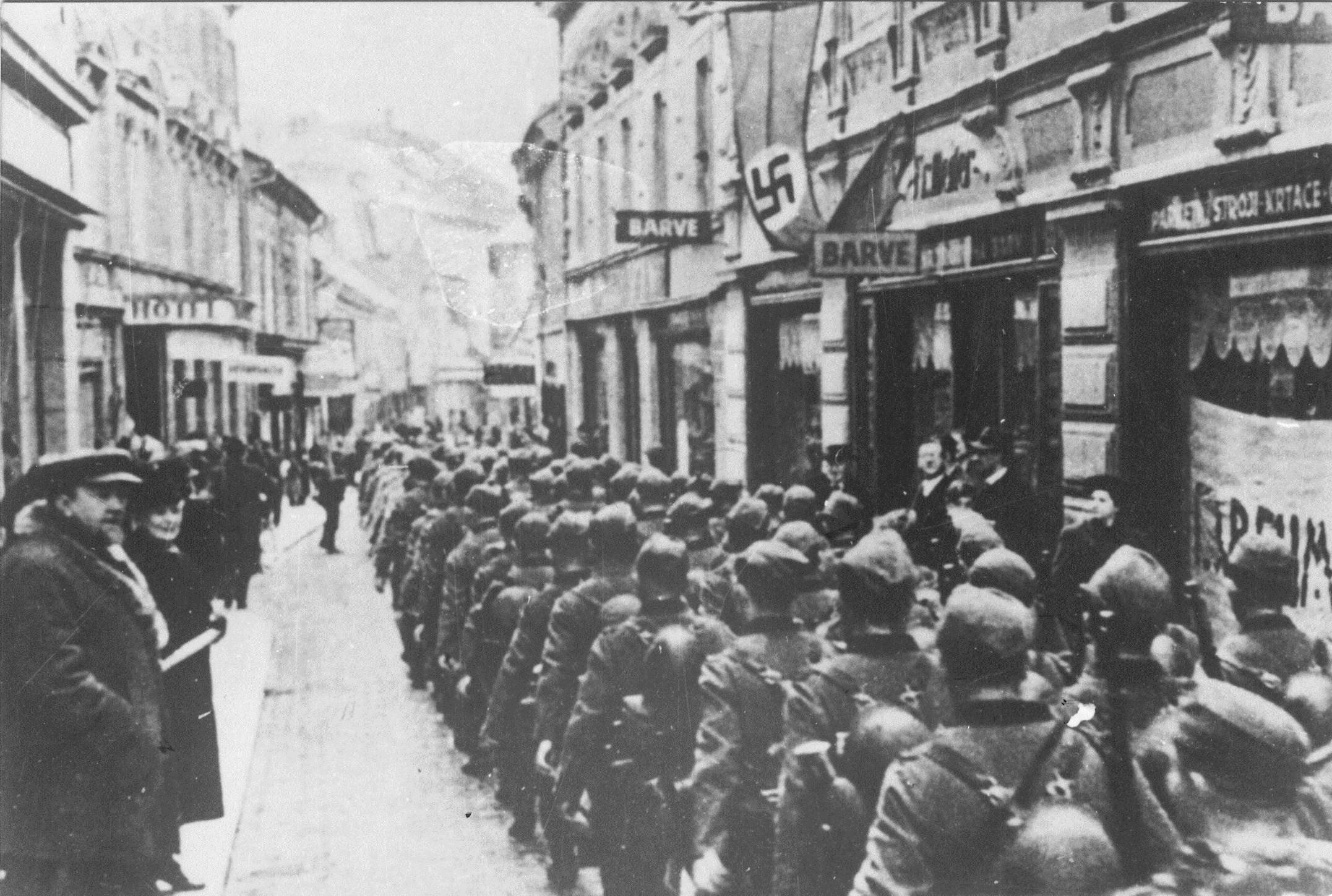
4月8日，德軍開進馬里博爾

儘管德軍自4月6日便已展開進攻，但由於未完成戰備，位於北方的德軍第2軍團先是決定延到12日再進攻，但之後又因為南斯拉夫方面的防禦出乎意料地脆弱，鼓舞了德軍最高統帥部直接發動攻擊的企圖，因此最終決定在10日便開始行動。第46摩托化軍的先頭偵查單位則在4月7日時就越過德拉瓦往科普里夫尼察方向挺進，主要目標是奪取河上通往潘諾尼亞平原、目前仍然完好無損的橋樑。南軍在7日一整天幾度試著擊退德軍，均未成功。
接戰當地軸心軍的南斯拉夫軍為第1集團軍，其佈署為第7軍團守著與義大利和奧地利接壤的邊界、第4軍團負責防禦匈牙利，另外有第1騎兵師充作預備隊。軸心國軍則以匈牙利軍第2軍團、德軍第46摩托化軍（由第8、第14裝甲師和第16山地師組成）及第17軍（由第125步兵師和101輕步兵師組成）發動進攻。4月7日晚，德軍第46摩托化軍在南軍脆弱的抵抗下攻佔德拉瓦河上的橋樑，部份南軍士兵響應了「烏斯塔沙」的宣傳而自行放棄陣地，克羅埃西亞部隊也有部份正蔓延反叛情緒，這些因素使德軍的攻勢更加有利。4月9日至10日夜間，克羅埃西亞裔的預備役部隊發動兵變，第4軍團因此難以維持運作。南軍最高統帥部企圖保衛德拉瓦河（與匈牙利接壤）的整條邊界，但其可動用的第6軍團兵力不足，無法維護如此漫長的陣線，另外馬其頓人、斯洛文尼亞人和克羅埃西亞人無心繼續保衛南斯拉夫，在戰鬥很快便向德軍投降或判逃。在南斯拉夫第7軍團防區方面，儘管義大利邊界一帶相當安寧，但因為右翼的第4軍的情勢混亂，第7軍團不得不於4月7日至8日夜間撤軍，德軍僅發起有限的進攻便佔領了馬里博爾。
4月10日，德軍發起主攻，由於軍備的差距與非塞爾維亞裔士兵的叛亂，南軍第4軍團開始崩潰。在空軍的支援下，德軍第8裝甲師攻向貝爾格勒，接著是沿著德拉瓦河和薩瓦河間的平原前進的第16摩托化步兵師。10日當夜，第8裝甲師抵達斯拉蒂納，當天是整場南斯拉夫戰役的一個轉捩點，南軍最高統帥部喪失了對部隊的統帥能力，只得放任後者各自為戰，同時德國與義大利空軍也取得了對南斯拉夫領空的全面控制。4月11日，德軍佔領諾維薩德，第8裝甲師則抵至奧西耶克，第16摩托化步兵師則攻佔納希采。南軍破壞了橋樑以及險峻的路況，拖慢了德軍第14裝甲軍挺進的日程，同時也妨礙其與已攻至貝爾格勒南方的第1裝甲兵團取得聯繫。
德軍繼續向貝爾格勒進攻，在一天內拿下了納希采、奧西耶克與武科瓦爾等城市，4月12日黃昏又攻佔了斯雷姆斯卡米特羅維察和魯拉（Rura）。12日凌晨2點半，第8裝甲師因完好佔領薩瓦河上的兩座橋攻入斯雷姆斯卡米特羅維察，該師持續前進，目標為貝爾格勒南方30公里的拉扎雷瓦茨，後者為德軍計畫同第1裝甲兵團會師的地點。第8裝甲師抵達該地後，當地的南軍僅剩第2集團軍殘部進行微弱的抵抗，因此李斯特將軍決定派該師前往瓦列沃和烏日策，而第16摩托化步兵師則調至茲沃爾尼克和塞拉耶佛，因此這兩個師都脫離了原先的目標，改往塞拉耶佛的方向進攻。

### 西北戰區
4月6日至10日期間，德軍以包括山地師在內的特種部隊於南德邊境上進行小規模攻擊，當地由於地形崎嶇，無法使用裝甲部隊。原僅維持防禦態勢的當地德軍眼見南斯拉夫軍消極抵抗，決定積極發動進攻，於4月6日至10日成功佔領邊境的一系列要塞，為之後入侵的大規模部隊舖平了道路。4月8日，當地的德軍特種部隊指揮官帕爾滕（Palten）上尉決定親自率隊突襲斯洛維尼亞的馬里博爾，儘管橋樑都已被南軍炸毀，但帕爾滕仍成功率部渡河，並以3人傷亡的代價俘虜了100多名的南軍戰俘，也在未受到抵抗的狀態下於4月8日當晚成功進入馬里博爾市內，然而德軍最高統帥部命令該部撤出室內，之後戰爭其他時間裡都負責邊界警戒勤務。
另一方面，德軍第51軍於4月6日跨越越過了接壤南斯拉夫的默克和拉德克斯堡邊界，並奪取了兩座橫跨德拉瓦河的橋樑。由於南軍抵抗甚弱，第2軍團下的各軍都希望進行追擊，但軍團司令部命令留下兩個師鞏固橋頭堡，以待其餘部隊通過。4月6日至9日，德軍在南斯拉夫迅速擴張其佔領區，同時確認了南軍第7軍團正往薩格勒布進行總撤退，幾乎沒有留下任何部隊抵禦德軍的先頭部隊。4月10日，德軍最高統帥部決定投入機動部隊追擊南斯拉夫軍。儘管天氣惡劣、地形複雜，德軍先頭部隊仍於11日進抵薩格勒布郊區。在更西方的地區，德軍山地部隊也在4月6日奪取了重要的橋樑和港口。4月10日當晚，德軍先頭部隊已抵達采列郊區，而在短暫交火後佔領了該市，與此同時，未受貝爾格勒授權的斯洛維尼亞新政府要求停火。

### 克羅埃西亞獨立
在已決定要入侵南斯拉夫後，德軍便開始選擇當地可供合作的團體，以使未來的佔領工作更為順利。起初他們選擇的是克羅埃西亞農民黨，就德方來看，只有該黨才算是克羅埃西亞民族利益的代言人，也是未來新成立克羅埃西亞政權穩定和秩序的保證，同時也無視了根據地在扎格瑞布的極右翼組織——「烏斯塔沙」，德方認為其政治威望過低，其領導人安特·帕韦利奇也被視為義大利人的傀儡，然而該黨主席、同時身兼副總理的馬切克拒絕與德國人合作。如此一來，德國駐扎格瑞布特使艾德蒙德·费森迈耶決定選擇支持「烏斯塔沙」，而叛亂活動預計將由前南斯拉夫總參謀長斯拉夫科·克瓦特爾尼克發起。由於「烏斯塔沙」早已被宣佈為非法、遭到嚴格的取締，在戰爭即將爆發的4月初到開戰的6日期間，該組織成員都隱蔽身份以避免逮捕或拘禁，對於戰爭沒有任何影響，但南斯拉夫的軍事情勢很快便急轉直下、呈全面崩潰之勢，在此情況下，4月8日就發生了別洛瓦爾的克羅埃西亞士兵起兵叛亂的事件，該市市長朱里耶·馬卡尼宣佈「克羅埃西亞獨立」，馬切克與克羅埃西亞總督伊萬·蘇巴希奇都發電報要求當地部隊維持紀律，嚴守陣地，但為當地正在等候德軍抵達的叛軍和民政官員所拒絕。
與德方達成協議後，克瓦特爾尼克於4月10日透過扎格瑞布的無線電台，宣佈新的克羅埃西亞國家就此成立，獲得了當地警察、農民黨人和民防軍的支持，克瓦特爾尼克也呼籲全國克羅埃西亞人，特別是士兵，轉而效忠新政權。德軍第14裝甲師以一天行徑100英哩的速度，於當天晚上7點半（比預計早兩天）開進扎格瑞布城內，在「烏斯塔沙」的安排下受到親德民眾熱烈的歡迎。在此戰役中，克羅埃西亞裔士兵的抵抗幾乎可忽略不計，許多克裔士兵拒絕戰鬥、棄守陣地、丟棄武器，不是投降就是回家。德軍僅在前往扎格瑞布的路上就俘虜了15,000名克軍士兵，新政府的「獨立宣言」更是加速了南軍第2、第4軍團、海軍和最高統帥部預備部隊的崩解，而此時還在斯洛文尼亞交戰的南軍因此陷入孤立，民族主義者也進而分化部隊。有鑑於克羅埃西亞新政權成立的事實，儘管馬切克深信西方盟國會在戰爭中取得最後勝利，仍在數日後改變了態度，呼籲其追隨者與新政權合作，以求早日結束戰爭狀態、減少無謂的生命損失，並深信戰後農民黨仍可重奪克羅埃西亞人的代表權。
同日，第14裝甲師與從阜姆出發的義大利第2軍團取得聯繫，魏克斯接著重新編組了薩瓦河地區的第49山地軍和第51軍，準備實施對塞拉耶佛的進攻。塞拉耶佛原先並非計畫的進攻目標，但因為戰事出乎預料的順利，魏克斯轉而有餘力奪取該市，其不僅是南斯拉夫軍最高統帥部所在地，也是地形崎嶇不平的波士尼亞的交通線的關鍵要地，只要將其佔領便可阻止南斯拉夫任何將大部隊撤退至內陸的計畫。第14裝甲師之後轉往進攻卡爾洛瓦茨，以切斷從奧地利和義大利邊界區撤退下來的南斯拉夫第4軍團之後路，後者的左翼部隊受德軍和「烏斯塔沙」民兵的攻擊已瀕臨瓦解，南斯拉夫第1集團軍位於彼得里尼亞的指揮部也被「烏斯塔沙」支持者攻佔，第4與第7軍團各指揮官和參謀部軍官皆被俘虜，集團軍再也無法維持其作戰編制。殘存的第4軍團單位撤退到克斯丹耶卡、諾維格拉德、比哈奇和普里耶多爾等地，而從卡爾洛瓦茨出發的第14裝甲師擊潰第4軍團在諾維格拉德的防禦，往普里耶多爾方向挺進，抵達了巴尼亞盧卡。

### 首都陷落

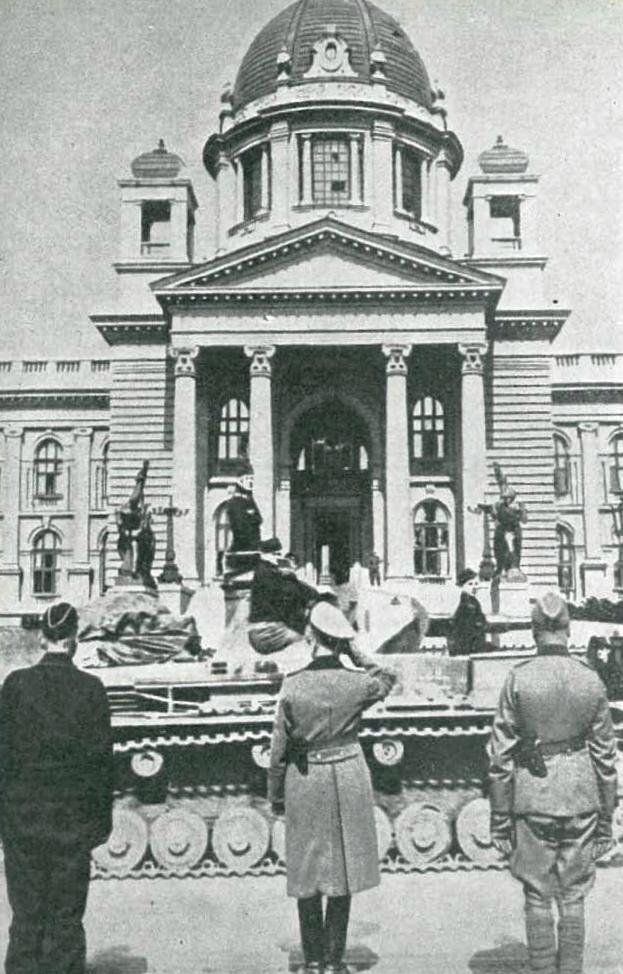
4月14日，在貝爾格勒閱兵的第1裝甲兵團隊列，照片中間敬禮者為兵團司令埃瓦爾德·馮·克萊斯特大將

時至4月11日，南斯拉夫首都貝爾格勒面臨德軍從三個方向——東南方的第14摩托化軍、東北方和巴納特的第41摩托化軍以及從斯雷姆和斯洛維尼亞南下的第46摩托化軍的圍攻。保衛首都的南軍部隊無法抵禦德軍的進攻，只得下令部隊撤離和炸毀薩瓦河與多瑙河的橋樑。12日下午，南斯拉夫貝爾格勒衛戍軍撤離城市。同日，德國空軍再度轟炸比耶利納，消滅了當地南斯拉夫空軍的殘存飛機。
4月12日下午，第46摩托化軍接獲新命令，只有第8裝甲師的部隊繼續向東推進，以奪取貝爾格萊德西郊的橫跨薩瓦河的橋樑。晚上6點半，第8裝甲師主力往瓦列沃東南方向移動，與位在貝爾格勒西南方的第1裝甲兵團左翼建立聯繫，而跟在第8裝甲師之後的第16摩托化師則轉向南方，跨越薩瓦河朝茲沃爾尼克挺進。這兩個裝甲師皆偏移了原訂的目標貝爾格勒，以便參加之後圍攻塞拉耶佛的行動。在德軍的三支機械化部隊中，第41摩托化軍與貝爾格勒之間的距離最近，已進抵多瑙河東岸的潘切沃，距離目標僅約10英里。第1裝甲兵團也在第11裝甲師帶頭下進攻貝爾格勒南部，當地南斯拉夫軍的防禦則已逐漸轉強。
12日傍晚，德軍親衛隊第2「國家」師的親衛隊上級突擊隊領袖弗里茲·克林根堡眼見所有多瑙河上的橋樑都被炸毀，用繳獲的一艘摩托艇橫渡到對岸，連同六名親衛隊偵查兵毫無阻礙地進入了貝爾格勒，並與市長傑弗里姆·托米奇（Jevrem Tomić）談判，以空軍轟炸作為要脅，虛張聲勢要求整座城市投降，而事實上，克林根堡等人彈藥裝備都缺乏，連通信設備都故障，無法對外發出訊息。下午5點，德軍在德國公使館上升起了卐字旗，還佔領了南斯拉夫國防部。約兩個小時後，在戰爭爆發時被南方拘留的德國外交部代表陪同下，貝爾格勒市長將該市移交給克林根堡。在此期間，貝爾格勒西部的第46摩托化軍擊潰南斯拉夫第2軍團殘部試圖在薩瓦河上建立起的防線；第8裝甲師的部份單位兵不血刃地佔領了澤蒙，並俘虜了第1軍團的部份後方單位。4月13日，第11裝甲師、第8裝甲師和第41摩托化軍抵達，德軍正式佔領貝爾格勒，並留下一個連的兵力控制整座城市，托米奇在發現自己被克林根堡欺騙後舉槍自盡，克林根堡則因為本次的大膽行動獲頒騎士鐵十字勳章。
攻下南國首都後，魏克斯察覺到，南斯拉夫軍正朝南方塞爾維亞的崎嶇山地撤退，意圖在當地實施長期抗戰，故決定以塞拉耶佛為主攻方向，向南軍全力追擊，特別是對蘇戰爭即將展開，作為主力的機械化部隊必須盡早重新佈署。陸軍總司令部重整部隊，魏克斯的第2軍團被指派負責統籌現時所有南斯拉夫軍事行動，因此也從第12軍團調來第1裝甲兵團；第46摩托化軍為接下來清剿殘餘南軍的行動，自直屬第2軍團改由第1裝甲兵團直接指揮，由該軍打頭陣南下進攻塞拉耶佛。德軍將行動分為東西兩面作戰集群指揮，西面由新到的第52軍為主力，其合併第49軍（由兩個師組成）和另外兩個師，共四個師的兵力自扎格瑞布向東南方向進攻塞拉耶佛，而第14裝甲師與第52軍建立直接聯繫，從東北方向攻擊該城市。東面集群則為自烏日策和摩拉瓦山谷攻擊塞拉耶佛的第1裝甲兵團（由六個師組成）。第4航空隊則負責消滅預計將會集中兵力於莫斯塔爾-塞拉耶佛的南軍。

### 阿爾巴尼亞戰區
阿爾巴尼亞戰區方面，當地的南斯拉夫軍隊為伊利亞·布拉希奇上將指揮的第3軍團（由4個師組成），而防守的則是義大利第9軍團。由於南軍效率低下的協調能力，事實上只有1個師真正轉為攻擊，很快便被義大利軍擊退，從而喪失了南斯拉夫與希臘軍協同作戰的可能性。德軍第9裝甲師迅速穿過科索沃，佔領其首府普里斯提納，並繼續往科索沃米特羅維察挺進，其下屬單位也與義大利第14軍取得聯繫，很快又陸續攻下了比托拉、斯特魯加和奧赫里德等城市，還在梅托希亞取得當地叛亂的阿爾巴尼亞人的支持。
為阻止德軍在科索沃與桑扎克地區的推進，南斯拉夫最高統帥部新編組了「桑扎克軍團」（Sandzak Army），並以兩個師發起反攻，但並未奏效，而後
南軍數次攻擊都被德軍打退，無法抵擋進攻的德軍，在後者第5裝甲師分割了「科索沃」師的陣地後，南軍只得撤退至古西涅。
此外，阿爾巴尼亞境內的義大利第17軍也擊退了南軍兩個師的反攻。

### 義大利軍介入

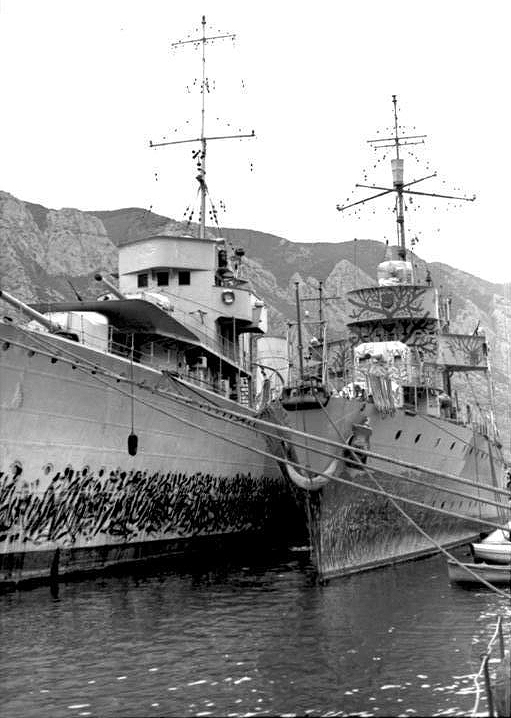
被義大利軍擄獲的南軍驅逐艦「杜布羅夫尼克號驅逐艦」與「貝爾格勒號」

德軍空襲薩拉耶佛、波德戈里察和莫斯塔爾後取得了制空權，義大利軍也因此派出轟炸機攻擊斯普利特和科托爾。4月9日，義軍轟炸了南斯拉夫軍的希貝尼克海軍基地。
4月11日，由5個軍組成的義大利第2軍團依照柏林方面的計畫越過了邊境，追急著正在後撤的南軍第7軍團，後者無法對其做出任何有效抵抗。義軍第2軍團下轄的第11軍朝盧布爾雅那方向前進，第6軍則往普雷齊德、第5軍往克羅埃西亞西北方向、第9軍往里耶卡和克拉列維察。南軍第7軍團只得撤退，部份單位因此解散，但仍試圖築起野戰工事減緩義軍的挺進。另一方面，濱海地區的義大利軍在進軍過程中幾乎未受到抵抗，僅代爾尼采一地就有三萬名南斯拉軍士兵不戰而降。4月11日，義大利第11軍開進盧布爾雅那，並宣佈解散戰役期間由斯洛維尼亞民族主義者自行成立的行政機關。12日，德軍與義大利軍於維爾波夫斯克（Vrbovsk）會師，南斯拉夫第7軍團投降。4月12日，義大利「杜林」師從阜姆出發，攻佔了格拉卡克和克寧，之後又陸續於15日佔領希貝尼克和斯普利特，16日佔領莫斯塔爾，17日佔領杜布羅夫尼克。在札達爾的義大利軍也打退了「亞得里亞」師的反攻，並佔領了本科瓦茨，「亞得里亞」師的殘部退回克寧。15日，「杜林」師在未受到抵抗的情況下佔領了斯普利特、塞尼和希貝尼克。
海軍方面，在軸心國軍開始入侵後，南斯拉夫最高統帥部命令海軍留在港口以讓國王和政府能轉移到希臘，之後大多集中於科托爾的南國海軍船艦被命令逃至希臘，但僅有4月17日時一艘潛艇和兩艘魚雷艇成功逃到埃及，其他船艦除了一艘驅逐艦被自沉外，皆向義大利軍投降。

### 匈牙利軍的進攻
在德軍入侵的第一天，南斯拉夫便轟炸了匈牙利邊境的機場，但匈軍奉令未作還擊。
4月11日，德軍展開入侵的第5天，匈牙利第3軍團越過邊境入侵南斯拉夫，兵力包括1個騎兵旅、2個摩托化步兵旅和6個步兵旅。匈牙利當局聲稱，4個月前與其簽署《匈牙利-南斯拉夫永恆友誼條約》的政府已因為「克羅埃西亞獨立國」的建立而瓦解，故不再有效。事實上，匈牙利的加入並未對整場戰爭有什麼影響，但希特勒希望藉由加入戰爭的方式來令軸心國聯盟顯得更加團結，並將此形象傳遞給同盟國。邊防軍曾短時間抵擋住匈軍、造成其350人的傷亡外，但最終被其突破，並追擊著撤退中的南軍第1軍團，除此之外南斯拉夫軍幾乎沒有什麼抵抗。截至4月13日，匈軍在未受到抵抗的情況下佔領了巴兰尼亚，巴奇卡地區則攻到了诺威萨。13至14日間，抵達多瑙河。
戰役結束後，德國政府遵守先前答應讓布達佩斯當局保有巴奇卡和兩塊飛地的約定，但同樣希特勒曾許諾的巴納特地區卻變成由當地德國少數民族所統治。匈牙利本次加入對南斯拉夫的侵略行動，使其與英國的外交關係完全破裂，也使該國失去了在第二次世界大戰兩大陣營中保持中立的可能性。

### 談判與投降

1941年4月17日保加利亞加入戰爭後的局勢圖，隔日南斯拉夫軍便無條件投降。

4月12日，貝爾格勒被德軍佔領，而繼續作戰的第2軍團的兵力只剩下三個師。第16摩托化步兵師與第8裝甲師繼續沿著德里納河南進，而第14裝甲師則從扎格瑞布向塞拉耶佛移動。4月13日晚，塞爾維亞的南斯拉夫軍抵抗活動已基本被肅清。克萊斯特的裝甲兵團也打到了摩拉瓦河省的溪谷，於4月14日佔領克鲁舍瓦茨。同日，第14師也控制了亞伊采。南斯拉夫第3集團軍的部份單位仍保守著阿爾巴尼亞與科索沃，第5軍團則仍有殘部在克鲁舍瓦茨城內，第6軍團則往科盧巴拉州前進，南軍第2集團軍的殘部還在薩瓦河一帶抵抗，第4軍團則一邊與德軍第14裝甲師交戰一邊往薩拉耶佛方向撤退。達爾馬提亞和波斯尼亞西部方面則已出現克羅埃西亞人和塞爾維亞人部隊交戰的情況。由於已明顯感受到南斯拉夫抵抗能力趨於崩潰、戰爭即將結束，德軍甚至在還沒簽訂正式的停戰協定前，已將數個單位抽離南斯拉夫，返回德國本土和羅馬尼亞。
4月14日，南斯拉夫國王離開本國飛往雅典，大批政府官員也在接連兩天迅速逃離南斯拉夫。4月15日，德軍第2軍團包圍了整個塞拉耶佛，另外還有兩個裝甲師同時從東西方進入城內。司令部設於塞拉耶佛的南軍第2軍團即宣佈投降，德軍便留下少量的衛戍部隊佔領、等待步兵部隊進駐，其餘裝甲師部隊則南下繼續追擊南軍殘部。當前絕望的局勢令南斯拉夫方面決定請求停戰，並授權各集團軍和軍團司令部派出代表與德軍談判，但4月14日當天第2和第5軍團向德軍談判、希望達成單獨的停火協議時遭到後者拒絕，希特勒要求南斯拉夫只能整支軍隊一起無條件投降。14日當晚，南斯拉夫政府的一名代表走進了克萊斯特的第1裝甲兵團司令部，要求立即促成停火協議。聞訊的陸軍司令部立即指定第2軍團司令魏克斯為代表在貝爾格勒談判。15日下午，魏克斯與其幕僚抵達貝爾格勒，制定了全軍無條件投降為基礎的停火協議，而南斯拉夫代表隔日才前來，但後者卻沒有全權，必須將德方條件轉送告知政府才能決定。
4月17日，南斯拉夫代表團於貝爾格勒泽蒙的前捷克斯洛伐克大使館與德軍正式簽署停戰協議。之所以南斯拉夫方面的投降事宜有些延遲，主要原因是王國政府的重要官員都逃走後，幾乎找不到有足夠權限的人來代表，諷刺的是，最後被推派出來簽署投降和約的正是24天前被派去加入《三國公約》的前王國政府的兩位代表——外長辛卡-馬可洛維奇、前總理克維洛維奇，以及最高統帥部的兩位代表——總參謀長達尼洛·卡拉法托維奇和陸軍作戰處長拉蒂沃杰·揚科維奇。德國方面由魏克斯代表，義大利方面由路易吉·布諾法提（Luigi Buonofati）上校代表，匈牙利和保加利亞雖然有聯絡官出席投降儀式，但因為沒有正式加入戰爭，故沒有簽署該協定。4月18日中午12點，協定正式生效，南斯拉夫軍正式投降。

## 結果

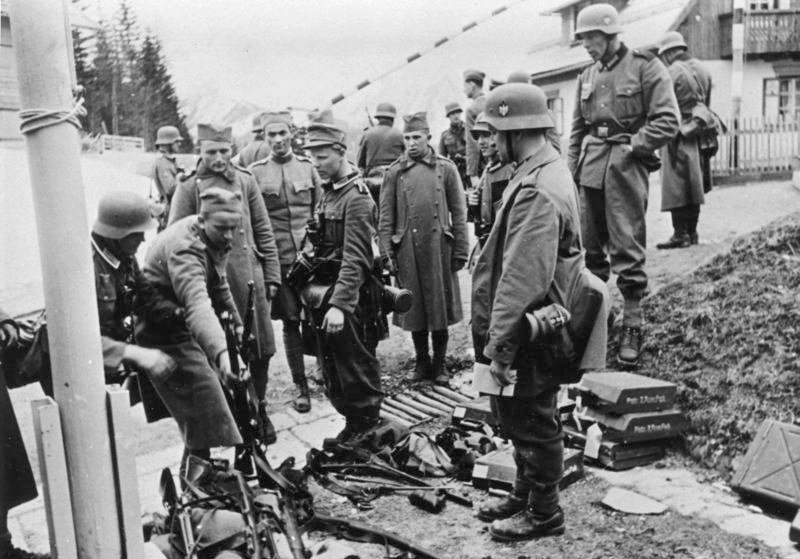
投降後向德軍繳械的南斯拉夫軍隊。

「四月戰爭」結束後，南斯拉夫被軸心國所瓜分。

德軍入侵部隊所遭受的傷亡極其輕微，共558人傷亡，其中151人陣亡、392人受傷以及15人失蹤，在第41摩托化軍攻進首都貝爾格勒時也只有一名軍官被平民狙擊手殺害陣亡。德軍在南斯拉夫之戰勝利所需時間也僅為原陸軍總參謀部預計的一半而已，在希臘與南斯拉夫作戰的39個德軍師也只有10個師進行了6天以上的戰鬥，很大程度上，德軍最高統帥部高估了南軍的抵抗能力而派出過多的部隊。南斯拉夫在軍事上遭逢嚴重的失敗，南軍大部分的海空力量都被消滅，僅有幾十架飛機和三艘軍艦成功轉移到希臘，而根據美國陸軍軍事歷史中心以及蘇聯元帥安德烈·安東諾維奇·格列奇科編撰的《第二次世界大戰史》，德軍約俘虜了254,000至345,000人的南軍士官兵、另有3萬人被義大利軍俘虜，而軍事歷史學家米歇爾·巴瑞菲爾德（Michael R. Barefield）以及瑪迪歐·米拉佐（Matteo J. Milazzo）則提出了南軍共有344,162人被俘，而安德烈·札薩克則補充其中有6,298名軍官的數據，德軍很快就釋放了被徵召入伍的克羅埃西亞、匈牙利、保加利亞以及德裔前南軍士兵，但塞爾維亞裔部隊依舊被軸心國軍關押著，歷史學家史蒂芬·帕夫洛維奇估計約有300,000名士兵和12,000名軍官、薩加克和布勞則估計有254,000人。然而，其餘超過原總數一半、未被抓獲的南軍士兵在投降協議簽署後，並沒有服從放下武器的命令，反而很快地組成了一支支的游擊隊襲擊佔領軍，包括共產黨的軍事組織——「游擊隊」和保皇派、反共的塞爾維亞民族主義組織——「切特尼克」，兩者在後來的「南斯拉夫人民解放戰爭」中與德義佔領軍、烏斯塔沙和彼此進行長達4年的游擊戰爭。
前南斯拉夫人民軍上將韋里米爾·特爾齊奇在其著作《1941年南斯拉夫王國的崩潰》中指出民族問題、特別是塞爾維亞和克羅埃西亞之間的矛盾是南斯拉夫迅速垮台的重要原因之一，作者還系統性的總結其他原因：
- 一、王國政府當局實施錯誤的國內政策；
- 二、人民對執政當局壓迫、剝削政策的憤愾和普遍存在的民族問題；
- 三、沒有一支富有戰鬥力的部隊，王國軍中的軍官大多不願意作戰、怠忽職守；
- 四、對外政策搖擺不定、特別是長期拖延和蘇聯建立外交關係；
- 五、德義兩國的特務和第五縱隊的破壞活動；
- 六、國家經濟實力單薄；
- 七、南國不現實和錯誤的防禦計畫、沿著漫長國境的佈署、缺乏強大的戰略預備隊；
- 八、軸心國不宣而戰，令南國無法組織動員、也未得到外界的幫助；
- 九、錯誤的運用作戰方式，應採取全國範圍的游擊戰，而不是無希望取勝的遭遇戰；
- 十、軸心國的明顯優勢將南軍完全圍困於陸地上，也控制了南軍計畫中的戰略要地——馬其頓；
- 十一、王國軍最高統帥部和高級將領的投降行為等等[193]。

軸心國在南斯拉夫崩潰後很快便開始制定瓜分南斯拉夫的事宜，4月18至22日期間，德義兩國外長於維也納達成協議，將南斯拉夫從北部的盧比安納經過塞拉耶佛至南部的奧赫里德湖一分為二，以北為德國佔領區，以南和沿海島嶼地區則為義大利佔領區，前者約佔有7萬平方公里、人口520萬，後者約4萬平方公里、人口200萬，匈牙利則佔領了普雷克穆列、梅吉穆列縣、巴拉尼亞和巴奇卡等地，面積約1.16萬平方公里、人口114萬，保加利亞佔領了塞爾維亞東南部的皮罗特和弗拉涅地區以及馬其頓的大部分，面積約2.8萬平方公里、人口126萬。「克羅埃西亞獨立國」和黑山成為受義大利「保護」的保護國並擁立薩伏依王朝（意大利王室）的托米斯拉夫二世為克羅地亞的國王，因托米斯拉夫並沒有登基所以烏斯塔沙領袖安特·帕韋利奇才是實際統治者因此克羅地亞是義大利控制下的軍政府，獨立國亦分為德國區及義大利區。德軍由於將主要目標放在即將到來的對蘇戰爭，於是在4月23日下令撤出在南斯拉夫的大多數裝甲和摩托化部隊。儘管有當地的傀儡政權聽命軸心國的統治，但在南斯拉夫只駐紮了義大利士氣不高的22個師和4個貧弱的德軍師，德義兩國最終還是要消耗大量的軍事實力在南斯拉夫地區來打擊游擊隊活動，僅1941年底，游擊隊的活動就牽制了6個德軍師、17個義大利師、5個保加利亞師、1個匈牙利師和其他傀儡政權的部隊，總數約50萬人；根據另一份來源指出，德軍共被投入了70萬人在剿滅反抗活動，一直到1945年才撤出該地。
另外，有觀點認為貝爾格勒的政變、「四月戰爭」和德國入侵希臘的「瑪莉塔作戰」這些事件打亂了德國入侵蘇聯的時程表，原先「巴巴羅薩作戰」預計會在5月15日展開，但征服巴爾幹讓希特勒一直到6月22日才發動該作戰。英國外務大臣安東尼·艾登和一些德軍將領都主張此類說法，如騎兵上將齊格非·魏斯特法稱「征服巴爾幹所需要的部隊不得不從東線軍隊中抽調，結果只好推遲原訂進攻俄國的日期，這件事很不得人心，因為這樣我們就喪失了在東歐短暫的夏天中有限的便於作戰的整整六個星期」。反對派則稱巴爾幹的戰事並非是希特勒延遲攻蘇的唯一因素，如5月時蘇聯的大地上仍遍佈難以作戰的泥濘，作戰勢必要延遲發動。

## 註解
1. ↑  安傑伊·克扎克（Andrzej Krzak）的資料中提出在當地作戰者應為第5山地師，而非第4山地師[124]。

## 註腳
1. ↑  Zajac（1993年），第50页
2. 1 2 3  Krzak（2006年），第573页
3. 1 2 3  Krzak（2006年），第575页
4. ↑  Tomasevich（1975年），第64页
5. 1 2  Tomasevich（1975年），第59页
6. ↑  Zajac（1993年），第47页
7. 1 2 3  Barefield（1993年），第15页
8. 1 2 3 4 5 6 7 8 9  Zajac（1993年），第35页
9. 1 2  Niehorster（1998年），第66页
10. 1 2 3 4 5  Krzak（2006年），第599页
11. ↑  Zajac（1993年），第iii页
12. 1 2  Pavlowitch（1978年），第414页
13. 1 2  Glasgow（1941年），第507页
14. 1 2 3  Roberts（1973年），第17页
15. 1 2  Pavlowitch（1971年），第107-108页
16. ↑  Goldstein（2006年），第230页
17. 1 2 3  Krzak（2006年），第557页
18. ↑  Blau（1953年），第1页
19. 1 2 3  Barefield（1993年），第4页
20. 1 2 3 4 5 6  Krzak（2006年），第558页
21. ↑  Jovanovich（1994年），第105页
22. 1 2  Blau（1953年），第4页
23. 1 2 3 4 5  Lennox（1997年），第2页
24. ↑  Zajac（1993年），第14页
25. ↑  Blau（1953年），第20页
26. 1 2 3 4  Jovanovich（1994年），第111页
27. 1 2  Krzak（2006年），第559页
28. 1 2 3  Barefield（1993年），第5页
29. 1 2  Zajac（1993年），第15页
30. 1 2 3 4  Blau（1953年），第21页
31. 1 2  Krzak（2006年），第574页
32. ↑  Dreisziger（1968年），第150页
33. 1 2 3  Fenyo（1972年），第9页
34. ↑  Dreisziger（1968年），第154页
35. ↑  Fenyo（1972年），第45页
36. ↑  Dreisziger（1968年），第152页
37. 1 2 3 4  Fenyo（1972年），第10页
38. 1 2 3 4 5 6  Glasgow（1941年）
39. ↑  Presseisen（1960年），第368页
40. 1 2  馬細譜（2010年），第99页
41. 1 2  Assmann（1950年），第2页
42. 1 2 3  Zajac（1993年），第16页
43. ↑  Jovanovich（1994年），第113页
44. 1 2  馬細譜（2010年），第100-101页
45. ↑  Barefield（1993年），第6页
46. 1 2  Barefield（1993年），第7页
47. 1 2  馬細譜（2010年），第103页
48. ↑  Hoptner（1962年），第262页
49. ↑  Krzak（2006年），第561页
50. ↑  Milazzo（2008年），第2页
51. 1 2 3  Jovanovich（1994年），第114页
52. ↑  Zajac（1993年），第1页
53. ↑  Zajac（1993年），第21页
54. 1 2 3  Blau（1953年），第22页
55. 1 2 3 4 5 6 7  Creveld（1973年），第148页
56. ↑  Barefield（1993年），第9页
57. 1 2 3  Lennox（1997年），第3页
58. 1 2  Zajac（1993年），第22页
59. ↑  Creveld（1973年），第147页
60. ↑  Milazzo（2008年），第3页
61. ↑  Zajac（1993年），第23页
62. ↑  Blau（1953年），第23页
63. ↑  馬細譜（2010年），第103-104页
64. ↑  Tomasevich（1975年），第51页
65. 1 2  馬細譜（2010年），第104页
66. ↑  Zajac（1993年），第24页
67. 1 2  Zajac（1993年），第25页
68. ↑  Krzak（2006年），第569页
69. 1 2 3  Barefield（1993年），第11页
70. ↑  Creveld（1973年），第149页
71. ↑  Creveld（1973年），第153页
72. 1 2  Creveld（1973年），第154页
73. ↑  Krzak（2006年），第571页
74. 1 2 3 4  Krzak（2006年），第570页
75. 1 2 3 4  Zajac（1993年），第26页
76. ↑  Blau（1953年），第32页
77. ↑  Barefield（1993年），第10页
78. ↑  Blau（1953年），第30页
79. ↑  Blau（1953年），第31页
80. ↑  Krzak（2006年），第571、573页
81. 1 2 3  Zajac（1993年），第27页
82. 1 2 3  Krzak（2006年），第576页
83. ↑  Krzak（2006年），第575、576页
84. 1 2 3  Krzak（2006年），第577页
85. 1 2 3  Barefield（1993年），第12页
86. ↑  Zajac（1993年），第29页
87. ↑  Blau（1953年），第24页
88. ↑  Creveld（1973年），第155-157页
89. ↑  Barefield（1993年），第49页
90. ↑  Zajac（1993年），第9页
91. ↑  Barefield（1993年），第13页
92. 1 2 3 4 5  Zajac（1993年），第19页
93. ↑  Blau（1953年），第33页
94. 1 2 3 4  Creveld（1973年），第158页
95. 1 2 3 4  Krzak（2006年），第566页
96. ↑  Shaw（1973年），第92页
97. ↑  Krzak（2006年），第564页
98. ↑  Blau（1953年），第35页
99. ↑  Blau（1953年），第37页
100. ↑  Lennox（1997年），第13页
101. ↑  Barefield（1993年），第14页
102. ↑  Barefield（1993年），第28-29页
103. ↑  Zajac（1993年），第17页
104. 1 2  Tomasevich（1975年），第58页
105. ↑  Barefield（1993年），第32页
106. 1 2 3  Zajac（1993年），第18页
107. 1 2 3  Jovanovich（1994年），第116页
108. ↑  U.S. Army（1986年），第50页
109. ↑  U.S. Army（1986年），第52页
110. ↑  U.S. Army（1986年），第57-58页
111. ↑  Tomasevich（1975年），第67-73页
112. 1 2 3 4 5  Zajac（1993年），第32页
113. 1 2 3 4  Barefield（1993年），第16页
114. 1 2 3 4 5 6  Zajac（1993年），第31页
115. 1 2 3 4 5  Blau（1953年），第49页
116. 1 2  Krzak（2006年），第578页
117. 1 2  Hoptner（1962年），第285-286页
118. 1 2 3  Lennox（1997年），第7页
119. 1 2  Lennox（1997年），第8页
120. ↑  Krzak（2006年），第578-579页
121. 1 2 3 4  Creveld（1973年），第159页
122. 1 2  Krzak（2006年），第579页
123. ↑  Barefield（1993年），第16-17页
124. 1 2 3  Krzak（2006年），第580页
125. 1 2 3  Krzak（2006年），第588页
126. 1 2  Krzak（2006年），第589页
127. ↑  Creveld（1973年），第148、154页
128. ↑  Krzak（2006年），第580-581页
129. 1 2 3 4 5 6  Zajac（1993年），第33页
130. ↑  Barefield（1993年），第17页
131. 1 2  Blau（1953年），第50页
132. ↑  Krzak（2006年），第581-582页
133. 1 2 3 4 5 6 7  Creveld（1973年），第160页
134. ↑  Blau（1953年），第50、52页
135. 1 2 3  Krzak（2006年），第591页
136. 1 2 3 4  Blau（1953年），第52页
137. 1 2 3 4 5 6 7 8  Krzak（2006年），第592页
138. ↑  Creveld（1973年），第154、160页
139. ↑  Krzak（2006年），第586页
140. 1 2  Krzak（2006年），第582-583页
141. 1 2 3 4 5 6 7 8 9  Blau（1953年），第53页
142. ↑  Krzak（2006年），第584页
143. ↑  Krzak（2006年），第585页
144. ↑  Krzak（2006年），第590页
145. 1 2 3 4  Krzak（2006年），第587页
146. 1 2 3 4 5 6 7  Zajac（1993年），第34页
147. ↑  Barefield（1993年），第18页
148. 1 2 3 4 5 6  Blau（1953年），第54页
149. ↑  Blau（1953年），第55-57页
150. ↑  Blau（1953年），第57-58页
151. 1 2  Jareb（2006年），第459页
152. ↑  Krzak（2006年），第583页
153. ↑  Tomasevich（2001年），第51页
154. ↑  Dizdar（2007年），第600页
155. 1 2  Jareb（2006年），第460页
156. 1 2  Blau（1953年），第58页
157. 1 2 3 4 5 6  Blau（1953年），第60页
158. ↑  Hoptner（1962年），第288页
159. 1 2 3 4 5 6  Krzak（2006年），第595页
160. ↑  Krzak（2006年），第591-592页
161. 1 2  Barefield（1993年），第19页
162. 1 2  Heaton（1998年）
163. 1 2  Krzak（2006年），第593页
164. 1 2 3 4  Blau（1953年），第61页
165. ↑  Barefield（1993年），第20页
166. ↑  Blau（1953年），第55页
167. ↑  Barefield（1993年），第21页
168. 1 2 3 4 5 6  Krzak（2006年），第596页
169. ↑  Becherelli（2012年），第51页
170. 1 2 3 4  Becherelli（2012年），第52页
171. ↑  Krzak（2006年），第594页
172. 1 2 3  Krzak（2006年），第598页
173. 1 2 3  Barefield（1993年），第22页
174. ↑  Fenyo（1972年），第21页
175. 1 2  Dreisziger（1968年），第155页
176. 1 2 3  Dreisziger（1968年），第156页
177. ↑  Fenyo（1972年），第12页
178. ↑  Fenyo（1972年），第243页
179. ↑  Creveld（1973年），第161页
180. 1 2 3 4  Blau（1953年），第63页
181. 1 2 3 4 5 6  Blau（1953年），第64页
182. 1 2 3  Barefield（1993年），第23页
183. ↑  Becherelli（2012年），第53页
184. ↑  Hoptner（1962年），第292页
185. ↑  Ramet（2006年），第111页
186. 1 2  U.S. Army（1986年），第63-64页
187. ↑  Dedijer（1956年），第9页
188. 1 2 3  Creveld（1973年），第166页
189. ↑  U.S. Army（1986年），第64页
190. ↑  Gretschko（1977年），第325页
191. 1 2 3 4  Milazzo（2008年），第5页
192. 1 2  Pavlowitch（1971年），第108页
193. ↑  馬細譜（2010年），第110页
194. ↑  馬細譜（2010年），第108页
195. ↑  馬細譜（2010年），第128页
196. ↑  Zajac（1993年），第36页
197. ↑  Kreipe（1982年），第32页
198. ↑  Kirchubel（2005年），第16页